# Boban Marković
Boban Marković (en serbi: Бобан Марковић), és un conegut trompetista serbi. Nascut a Vladicin Han, en una família de musics. Fundador de la Boban Marković Orkestar, que va dirigir fins al 2006, ha guanyat nombrosos premis al Festival de Guča (Dragačevski sabor), important punt de trobada dels trompetistes serbis. Fou conegut arreu d'Europa a través de la seva participació en els films Underground i El somni d'Arizona, ambdós del director Emir Kusturica. Des d'aleshores, ha produït nombrosos discs, reflectint la seva capacitat de revisitar la música tradicional i dissenyar arranjaments innovadors, amb la participació de músics com Félix Lajkó o Frank London. El 2002 Boban Marković va incloure com a membre de la seva orquestra el seu fill de 14 anys, Marko Marković, i un any més tard publicà amb ell l'àlbum Boban i Marko. El 2006, Marko passa formalment a dirigir l'orquestra.

## Discografia
- "Hani Rumba" (1997)
- "Zlatna Truba" (1998)
- "Srce Cigansko" (2000)
- "Millennium" (2000)
- "Bistra Reka" (2002)
- "Live in Belgrade" (2002)
- "Boban i Marko" (2003)
- "The Promise (Balkan Mix)" (2006)
- "The Promise (International Mix)" (2006)
- "Go Marko Go! Brass Madness" (2007)